# 帕洛风唱片
帕洛风唱片有限公司（英語：Parlophone Records Limited），也称为帕洛风唱片（Parlophone Records）和帕洛风是一家唱片公司，由卡尔·林德斯特伦公司于1896年在德国以帕洛风（Parlophon）的名称创立。该厂牌的英国分公司成立于1923年8月8日，名为帕洛风有限公司（the Parlophone Company Limited，简称Parlophone Co. Ltd.），该公司在20世纪20年代作为爵士乐唱片公司而闻名。1926年10月5日，哥伦比亚留声机公司收购了帕洛风的业务、名称、徽标和发行库，并于1931年3月31日与留声机公司合并，成为电子与音乐工业有限公司（EMI）。乔治·马丁于1950年加入帕洛风，担任唱片公司经理奥斯卡·普罗伊斯（Oscar Preuss）的助理，他于1923年成立了该公司的伦敦分公司，并于1955年接任经理一职。马丁制作并发行了一系列唱片，其中包括喜剧演员彼得·塞勒斯、钢琴家米尔斯夫人和青少年偶像亚当·费思的唱片。

## 历史

### 早年
帕洛风（Parlophone）由卡尔·林德斯特伦公司于1896年创立，名称为“Parlophon”。 在该公司开始制作自己的唱片之前，“Parlophon“这个名字曾用于留声机。 该品牌的商标₤是风格化的哥特体 / 黑体字母L ({\displaystyle {\mathfrak {L}}}) ，并代表林德斯特伦（Lindström），它与英镑符号£和意大利里拉符号₤的相似之处纯属巧合：两者都源自字母L，是古罗马计量单位（拉丁语直译：天秤）的缩写。1923年8月8日，“Parlophone”（添加了尾字母“e”）英国分公司成立，由艺人与曲目制作部经理奥斯卡·普罗伊斯领导。 早年，帕洛风在英国成为了爵士乐的领先唱片公司。

## 旗下著名藝人
- 披頭四樂團
- 赫里斯合唱團
- Silent Running
- Simon Dupree and the Big Sound
- 皇后
- The Easybeats
- 保羅·麥卡特尼
- The Church
- 寵物店男孩
- Athlete
- Supergrass
- 電臺司令（已解約）
- Babyshambles
- 酷玩樂團
- Beverley Knight
- Jamelia
- 凱莉·米洛
- 模糊
- All Saints
- 街頭霸王
- The Divine Comedy
- 莉莉·艾倫
- Interpol

## 帕洛风唱片标志

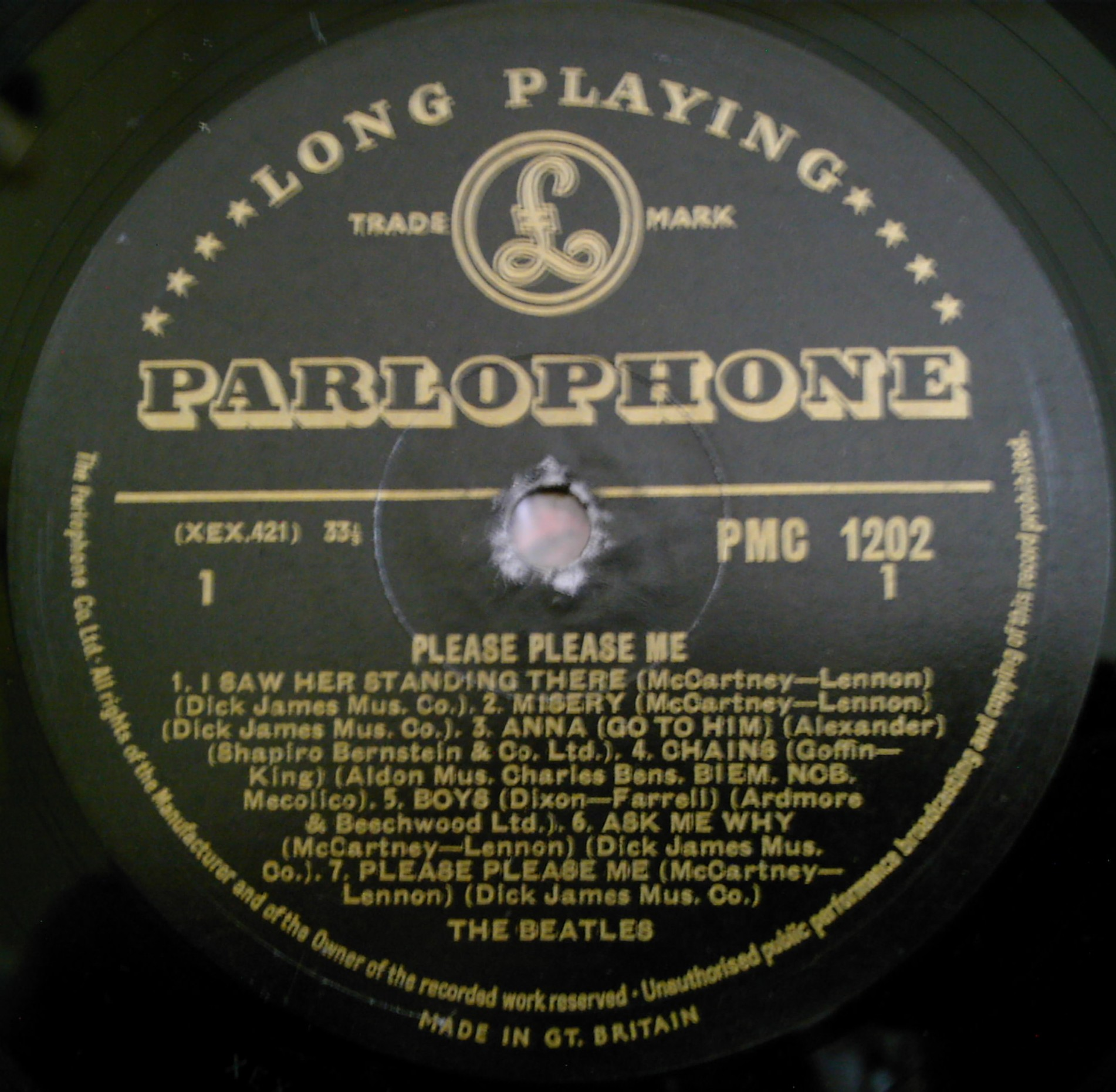
披頭四的《请取悦我》（Please Please Me） 第一面—1963年帕洛风（Parlophone）黑底金字标志

## 外部連結
- （英文）官方網站 （页面存档备份，存于）
- 帕洛风在YouTube

- （中文）（英文）MySpace上的Parlophone （页面存档备份，存于）
- （英文）（中文）YouTube上的Parlophone （页面存档备份，存于）
- （英文）Yahoo!音樂上的Parlophone （页面存档备份，存于）